# Station Banja Luka
Het station Banja Luka (Servisch: Жељезничка станица Баја Лука) is een treinstation in de Bosnische stad Banja Luka; de op een na grootste stad van dat land.
In december 1872 kreeg Banja Luka een spoorverbinding, gelegen aan de spoorlijn naar Dobrljin, geopend door de Ottomaanse staat. In 1875 werd het treinverkeer op deze lijn alweer opgeheven, wegens tegenvallende reizigersaantallen. In 1878 werd de lijn heropend. Ditmaal door Oostenrijk-Hongarije, dat vanwege het Congres van Berlijn het gezag over Bosnië had gekregen. In 1891 werd, na een verlenging van de spoorlijn van drie kilometer, het centraler gelegen station van Banja Luka geopend.
Het huidige stationsgebouw werd gebouwd vanaf het eind van de jaren '80 en is geopend in 2002. Het is ontworpen door de Joegoslavische architect Živorad Janković. In het oude stationsgebouw is een museum gevestigd. Het nieuwe treinstation ligt iets verder van het centrum vandaan.

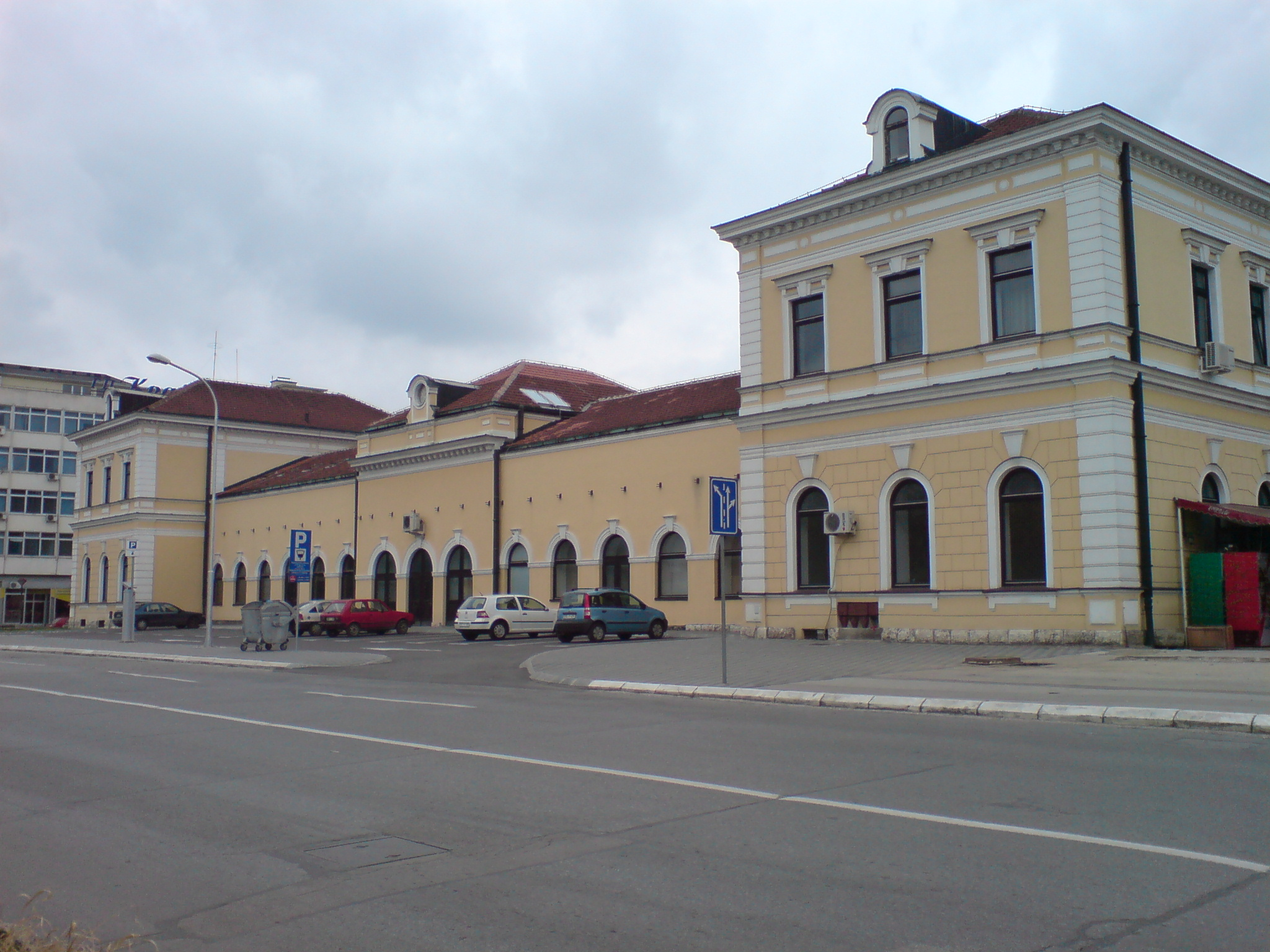
Het oude station uit 1891